# Σ-additivitás
A mértékelméletben σ-additívnak nevezünk egy halmazfüggvényt, ha értelmezési tartományába tartozó diszjunkt halmazok megszámlálható unióján is értelmezve van, és az itt felvett értéke megegyezik az uniót alkotó halmazokon felvett értékeinek (esetleg végtelen) összegével. A σ-additív halmazfüggvény a területfogalom általánosítása. 

## Halmazfüggvények
Legyen A egy nemüres halmaz, és jelölje M az A részhalmazainak egy családját. Halmazfüggvénynek nevezzük az olyan leképezést, amelynek értelmezési tartománya {\displaystyle M},  értékkészlete pedig a {\displaystyle [-\infty ,+\infty ]} kiterjesztett számegyenes. Halmazfüggvény például a háromdimenziós euklideszi tér térfogattal bíró halmazain a térfogatfüggvény, de ilyen az egészek részhalmazain értelmezett számosságfüggvény is.

## Additív halmazfüggvények
Egy {\displaystyle \lambda } halmazfüggvényt akkor nevezünk additívnak, ha az értelmezési tartományabeli diszjunkt halmazpárok unióján is értelmezve van, és ott értéke az egyes halmazokon felvett értékek összege. Képletben: valahányszor 
{\displaystyle X,Y\in M} és {\displaystyle X\bigcap Y=\emptyset }
fennáll, teljesül a
{\displaystyle \lambda (X\bigcup Y)=\lambda (X)+\lambda (Y)}.
egyenlőség is.
Indukcióval belátható, hogy az additivitás kettőnél több (de véges sok) halmazra is kiterjeszthető, azaz ha X1, X2, X3, … Xn halmazok egy páronként diszjunkt családja, akkor 
{\displaystyle \lambda \left(\bigcup _{i=1}^{n}X_{i}\right)=\sum _{i=1}^{n}\lambda (X_{i}).}
A σ-additivitás ennek a tulajdonságnak a kiterjesztése megszámlálhatóan sok Xi-re: ha X1, X2, X3, … halmazok egy páronként diszjunkt megszámlálhatóan végtelen családja, akkor 
{\displaystyle \lambda \left(\bigcup _{i=1}^{\infty }X_{i}\right)=\sum _{i=1}^{\infty }\lambda (X_{i}).}